# 전시회
전시회(展示會)는 어떠한 품목을 전시하는 것이다. 전시회는 일반적으로 박물관, 미술관, 공원, 도서관과 같은 문화적 또는 교육적 환경에서 진행된다.